# The Magnificent Seven (singolo)
The Magnificent Seven è un brano del gruppo punk rock inglese dei Clash, terzo singolo estratto dell'album Sandinista!, del 1980. 
Il singolo raggiunse la posizione numero 34 nella Official Singles Chart britannicama non riuscì ad entrare in classifica negli Stati Uniti. Tuttavia, divenne molto popolare nelle stazioni radio di New York.

## Realizzazione
(Joe Strummer)
Quando, nel 1981, i Clash arrivarono a New York per registrare l'album Sandinista!, il genere rap stava emergendo nella scena musicale cittadina con artisti quali Sugarhill Gang e Grandmaster Flash & The Furious Five. Il chitarrista Mick Jones, si appassionò talmente tanto da acquistare uno stereo portatile con cui usava andare in giro, guadagnandosi il soprannome di Whack Attack dal resto della band. Questa passione contagiò anche gli altri Clash, tanto che chiesero a Grandmaster Flash di aprire il loro concerto a New York di quello stesso anno.
Queste influenze hip hop, assieme ad altre (funk, jazz, reggae, dub) entreranno poi prepotentemente nelle registrazioni dell'album Sandinista!. The Magnifìcent Seven, nello specifico, rappresenta il primo esperimento della band nella direzione dell'evoluzione del suono dei Clash. Il brano fu registrato durante l'aprile del 1980 presso gli Electric Lady Studios di New York, sviluppato su un giro di basso suonato da Norman Watt-Roy, dei Blockheads. È anche il primo singolo rap eseguito da un gruppo bianco, anticipando la registrazione di Rapture, dei Blondie, di sei mesi.
La canzone divenne una delle preferite dai Clash, nei loro concerti, sin dalla sua prima apparizione, nell'aprile del 1981 e rimase nella scaletta della band fino alla fine della loro esistenza.
Il singolo venne poi ristampato nel 1981 con Stop the World come "B-side".

## Testo e titolo
Tematicamente, il testo di The Magnificent Seven, potrebbe riferirsi ad un'altra canzone dei Clash, Career Opportunities, in quanto il lavoro è il punto di riferimento principale. A differenza di Career Opportunities, però, tratta anche di altri temi, tra cui il consumismo, i media e ha dei riferimenti ad alcuni personaggi storici, descritti con ironia e umorismo. 
Il testo venne scritto e registrato con la tecnica del flusso di coscienza ed è una sorta di riassunto della noiosa giornata lavorativa di un tizio ("Ring! Ring! Sono le 7:00 di mattina! Muoviti per ripartire"), per poi deviare su altri argomenti tra cui consumismo e la pubblicità manipolativa ("Lavorare per un aumento, migliorare la mia posizione, portare la mia bambina alla raffinatezza"). Infine,  alcuni personaggi storici sono decontestualizzati e posti in situazioni quotidiane contemporanee: Karl Marx che deve prendere in prestito soldi da Friedrich Engels alla cassa di un supermercato o Martin Luther King e Mahatma Gandhi che vanno a vedere la loro squadra di calcio, sconfitta per 50-0.
Il titolo, The Magnificent Seven, deriva dall'omonimo film western del 1960 diretto da John Sturgess e interpretato, tra gli altri, da Yul Brynner, Eli Wallach, Steve McQueen e Charles Bronson.

## The Magnificent Dance
The Magnificent Dance, pubblicato il 12 aprile 1981 dalla CBS su 12 pollici, è un remix dance di The Magnificent Seven. Il maxi singolo fu pubblicato in Gran Bretagna con la versione estesa di The Magnificent Seven come "A-side", mentre negli Stati Uniti con la versione estesa di The Cool Out (remix di The Call Up). Il singolo è accreditato a "Pepe Unidos", pseudonimo di Strummer, Paul Simonon e Bernie Rhodes (il manager del gruppo).

## Classifiche
| Classifica                       | Posizione | Anno |
| -------------------------------- | --------- | ---- |
| Official Singles Chart           | 34        | -    |
| U.S. Billboard Club Play Singles | 21        | 1982 |

## Formazione
- Joe Strummer — voce
- Mick Jones — chitarra elettrica, cori
- Topper Headon — batteria

Altri musicisti
- Norman Watt-Roy — basso
- Micky Gallagher — tastiere

Crediti
- The Clash — produttore